# Furuta Dzsunko-gyilkosság
Furuta Dzsunko (古田 順子; Hepburn: Furuta Junko; 1971. november 22. – 1989. január 4.) egy 17 éves japán középiskolás lány volt, aki az 1980-as évek végén hosszú ideig tartó, brutális erőszak következtében halt meg. Gyilkossági esetét „a bebetonozott középiskolás lány gyilkossága”-ként hozták köztudatba (angolul: Concrete-encased high school murder case; japánul: 女子高生コンクリート詰め殺人事件; Dzsosikószei konkuríto-zume szacudzsin-dzsiken) ugyanis a testét egy keverődobban találták meg. Az emberölésben nagyrészt négy kamasz fiú vett részt, név szerint Mijano Hirosi, Ogura Dzsó, Minato Sindzsi és Vatanabe Jaszusi.
Furuta Dzsunko fogvatartásáról nagyjából száz ember tudott, közülük azonban senki sem akadályozta meg a bűncselekményt, sőt, egyesek részt vettek a kínzásban és a gyilkosságban. Ezen résztvevők többsége a kamasz fiúk baráti köreibe tartoztak, akik mellesleg alacsony rangú tagjai voltak a jakuzának.

## Előzmények
Furuta Dzsunko 1971. november 22-én született Miszatóban, Szaitama prefektúrában. Tizenéves korában a Jasio-Minami középiskola diákja volt, a tanórák végeztével pedig részmunkaidős alkalmazottként dolgozott. Népszerű és csinos lány volt, szépségére nem egy osztálytársa irigykedett. A menőbb, „gengszteres” társasághoz tartozók nem igazán szimpatizáltak vele, ugyanis Furuta visszautasította a dohányzást, az alkoholfogyasztást és a droghasználatot. Mijano Hirosinak (ma: Jokojama Hirosi), az iskola egyik rossz magaviseletű diákjának tetszett a lány, randira is elhívta, aki azonban elutasította őt azzal az indokkal, hogy nem vágyott párkapcsolatra. Mijanonak a jakuzás kapcsolatai miatt mindaddig senki sem mert ellentmondani.

## A bűntény
1988. november 25-én Mijano és barátja, Minato Nobuharu (ma: Minato Sindzsi) Miszatóban töltötték az idejüket, rablási és erőszakolási szándékokkal. Este fél kilenckor észrevették Furutát, aki munkája befejeztével kerékpárral hazafelé tartott. Mijano utasítására Minato lelökte a lányt a kerékpárról, majd elmenekült a helyszínről. Mijano, önmagát ártatlan szemlélőnek tettetve, felsegítette Furutát és felajánlotta neki, hogy a biztonság kedvéért hazakíséri őt. A fiú elnyerte a lány bizalmát, ám a hazakísérés helyett végül egy közeli raktárba vezette, ahol felfedte Furuta előtt jakuzás mivoltát. Először helyben, majd egy közeli hotelben erőszakolta meg a lányt, és gyilkossággal fenyegette meg. Mijano a hotelból telefonált Minatonak, továbbá még két barátjának, Ogura Dzsónak (ma: Kamiszaku Dzsó) és Vatanabe Jaszusinak, hogy eldicsekedjen a cselekedetéről. Állítólag Ogura volt közülük az, aki megkérte Mijanot, hogy ne engedje el a lányt mielőtt mindannyiuknak lehetősége nem lesz őt kihasználni. A banda a korábbiakban már követett el csoportos szexuális erőszakot, Furuta előtt már elraboltak egy lányt, akit megerőszakoltak, azonban utána szabadon engedték őket.
Éjszaka három óra körül Mijano Furutát egy közeli parkhoz vitte, ahol Minato, Ogura és Vatanabe vártak rájuk. Közölték a lánnyal, hogy tudják a lakcímét (a lány hátizsákjában lévő egyik jegyzetfüzetből), és ha megpróbál megszökni, a jakuza végez a családjával. A lánynak esélye sem volt a túlerőben lévő négy fiúval. Furutát egy Ajasze kerületi (Adacsi, Tokió) házba vitték, ahol csoportos erőszak áldozata lett. A ház Minato szüleié volt, amely hamarosan a fiúk törzshelyévé nőtte ki magát.
November 27-én Furuta szülei értesítették a rendőrséget lányuk eltűnéséről. Hogy megakadályozzák a nyomozást, a fiúk kényszerítették a lányt, hogy hívja fel édesanyját és hazudja azt, hogy megszökött, de biztonságos helyen tartózkodik egy barátjával. Arra is meg kellett kérnie az anyukáját, hogy állítsa le a rendőrségi nyomozást az eltűnésével kapcsolatban. Amikor Minato szülei ott voltak, Furutának azt kellett tettetnie, hogy ő a rablók egyikének a barátnője, de miután meggyőződtek arról, hogy Minato szülei nem fogják őket a rendőrségen feljelenteni, felhagytak a színjátékkal. A Minato család állítása szerint azért nem léptek közbe, mert tudtak Mijano és a jakuza kapcsolatairól és féltek attól, hogy Mijano bosszút fog állni rajtuk; továbbá saját fiuk, Nobuharu is egyre erőszakosabban viselkedett velük. Minato testvére szintén tisztában volt a helyzettel, ám ő sem tett semmit az eset megakadályozása érdekében.
Furutát negyven napon át tartották fogva a Minato rezidencián, ahol bántalmazták, megerőszakolták és megkínozták. Bántalmazói meghívtak más jakuzás ismerősöket is, bátorítva őket arra, hogy vegyék ki a részüket a kínzásokban. A bírósági nyilatkozat alapján Furutát a négy fiú:
- több mint négyszáz alkalommal megerőszakolta
- számtalanszor megütötte
- éheztette
- testét a mennyezetről lógatva bokszzsákként használta
- több alkalommal ütlegelte súlyzókkal a hasát
- kényszerítette élő csótányok elfogyasztására és saját vizeletének megivására
- kényszerítette, hogy előttük önkielégítést végezzen
- idegen tárgyakat helyezett a vaginájába és az ánuszába
- égő villanykörtét tett a vaginájába
- tűzijátékot gyújtott az ánuszában, vaginájában, szájában és fülében
- cigarettával és gyújtóval megégette a vagináját és a csiklóját
- szemhéját forró gyantával és öngyújtóval égette meg
- mellbimbóit harapófogóval letépte
- melleibe varrótűket szurkált

Az áldozat testén talált DNS alapján a négy fiún kívül másokat is gyanúsítottak erőszakkal, például Nakamura Tecuót (ma: Jamada Tecuó) és Ihara Koicsit. Iharát állítólag addig zaklatták, amíg bele nem ment abba, hogy végül megerőszakolja a lányt. Miután a fiú távozott a Minato házból, elmesélte öccsének az incidenst, akitől Ihara szüleihez is eljutott az információ, tőlük pedig a rendőrséghez. Két rendőrt küldtek ki Minatoék házához, azonban a fiúk tagadták bármilyen lány jelenlétét. A rendőrök nem néztek körül a házban, megbízva annak lakóiban. Az eset után a rendőröket elmarasztalták és kirúgták; ha alaposabban végezték volna munkájukat, Furuta szenvedése csak tizenhat napig tartott volna és akár fel is tudott volna épülni sérüléseiből.
December elején Furuta megkísérelte felhívni a rendőrséget, azonban Hirosi még azelőtt észrevette, hogy bármit tudott volna mondani a telefonba. Amikor a rendőrség visszahívta, Mijano téves hívásra hivatkozott. Büntetésként a lány lábait és talpát öngyújtótöltő folyadékba mártották és meggyújtották, továbbá egy üveget nyomtak az ánuszába, ezzel súlyos vérzést okozva. Mindezek következtében Furután görcsös rángatózásos roham tört ki. A fiúk úgy gondolták, hogy a lány csak színlelte a rohamot, ezért még egyszer felgyújtották. A lány túlélte a sérüléseit, a bántalmazások sorozata azonban nem ért véget, és Furuta számtalan alkalommal könyörgött fogvatartóinak, hogy „öljék meg végre és legyenek túl az egészen”. Ők viszont nem tettek eleget a lány kérésének; mi több, kényszerítették, hogy a téli hidegben kinn aludjon az erkélyen, valamint egy fagyasztóba is bezárták egy időre. Az emberrablók egyike elmondta a bíróságnak, hogy az áldozat kezei és lábai olyan szinten sebesültek voltak, hogy több mint egy óra kellett neki ahhoz, hogy le tudja magát vonszolni a földszinten lévő illemhelyre. A súlyos kínzások következtében Furuta elveszítette az irányítását a húgyhólyagja és a belei felett, amely a fiúk részéről további fizikai elszámoláshoz vezetett, miután a lány a szőnyegre piszkított. Sem vizet, sem ételt nem tudott már a szervezete befogadni, akárhányszor próbált elfogyasztani valamit, végül kihányta. Ezért is további büntetéseket róttak ki a fiúk.
A támadások brutalitása következtében Furuta külseje drasztikus változásokon ment keresztül.  Az arca olyan szinten be volt dagadva, hogy alig lehetett a vonásait felismerni. A megnyomorított testéből rothadó szag áramlott, mely kiölte a fiúkból a lány iránti szexuális érdeklődést. Ennek eredményeképp elraboltak és csoportosan megerőszakoltak egy másik tizenkilenc éves lányt, aki akárcsak Furuta, épp hazafelé tartott a munkájából.
1989. január 4-én kihívták Furutát egy madzsong játékra, melyből végül a lány került ki győztesként. A felbőszült fiúk büntetésből belerúgtak, elverték, súlyzókkal ütögették, szemhéjára pedig gyertyát helyeztek, majd azt forró gyantával gyújtották meg. Mindezek után a lábára állították és bottal ütlegelték a lábfejét. Ennél a pontnál Furuta nekiesett egy lemezjátszónak, görcsrohama lett, majd összeomlott. Mivel ekkor már súlyosan vérzett, valamint az elfertőzött égési sebei elkezdtek gennyesedni, a négy fiú nejlonzacskóval fedte be csuklóig a kezét s ily módon folytatta a lány bántalmazását. Többször is ütlegelték a hasát medicinlabdával; combjait, karját, arcát és a hasát öngyújtótöltő folyadékkal öntötték le, majd újból felgyújtották. Furuta állítólag megpróbált ellenállni, ám fokozatosan veszített az erejéből. A kínzás két órán át tartott, és Furuta még aznap meghalt.
Kevesebb mint huszonnégy óra elteltével Furuta halála után Minato értesítette testvérét a történtekről. Hogy elkerüljék a gyilkosságra utaló nyomokat, a lány testét pokrócba csavarták majd belegyömöszölték egy utazótáskába. Ezek után a testét egy 208 literes keverődobba helyezték, amit nedves betonnal öntöttek fel. Este a keverődob tartalmát egy betonkeverő autóba öntötték Tokió Kótó részében.
1989. január 23-án Mijano Hirosit és Ogura Dzsót letartoztatták az előző év decemberében elrabolt és megerőszakolt tizenkilenc éves lány miatt. Március 29-én két rendőr kihallgatta őket, ugyanis a házukban idegen női alsóneműt találtak. A vallatás alatt az egyik rendőr elhitette Mijanóval, hogy tudatában van Furuta meggyilkolásának körülményeivel, aki végül elárulta a rendőrségnek Furuta holttestének hollétét, feltételezve, hogy Ogura már kitálalt a bűntényről. A rendőrök zavarba estek, ugyanis ők egy másik gyilkosság után nyomoztak; kilenc nappal Furuta elrablása előtt meggyilkoltak egy anyát és hétéves kisfiát (ez az eset a mai napig megoldatlan maradt).
A következő napon a rendőrség megtalálta a keverődobban levő testet, és ujjlenyomatai alapján azonosították Furutát. 1989. április 1-jén Ogura Dzsót egy másik személy iránti szexuális zaklatás, majd újabb gyilkosság vádjával tartóztatták le. Őt követte Vatanabe Jaszusi, Minato Nobuhara és Minato testvérének letartóztatása.

## Büntetőeljárás
A sokkoló és brutális események ellenére az esküdtszék nem fedte fel az elkövetők kilétét, ugyanis a bűncselekmény elkövetésének idején még kiskorúak voltak. A Súkan Bunsu magazin azonban kiderítette és felfedte őket, mivel szerintük egy ilyen tett elkövetőinek nincs joguk anonimitáshoz. Szándékos emberölés helyett a fiúkat „halált kiváltó testi sérülések okozásáért” ítélték el.
1990 júliusában az elsőfokú bíróság Mijanot tizenhét év letöltendő börtönbüntetésre ítélte. Mijano fellebbezett, azonban a tokiói bíróság bírája, Janasze Rjúdzsi további három évet szabott ki rá. Az életfogytiglan után a második legmagasabb büntetés a húsz év, amelyet a fiú kaphatott, aki a gyilkosság idején tizennyolc éves volt. A fiú édesanyja ötvenmillió jent utalt át Furuta szüleinek, melyet a családi ház eladásából tudott fedezni. 2013 januárjában Mijanot csalás vádjával újra letartóztatták, azonban elegendő bizonyíték hiányában szabadlábra helyezték.
Minato Nobuhara, aki a gyilkosság idején tizenhat éves volt, eredetileg négytől öt évig tartó büntetést kapott, azonban fellebbezése során Janasze Rjúdzsi bíró ötről kilenc évre módosította a büntetést. Szüleit és öccsét vele ellentétben nem ítélték el. Furuta szüleit nem elégítette ki a lányuk gyilkosaira szabott büntetés, ezért polgári pert indítottak és nyertek Minato szülei ellen, akiknek a házában történtek a szörnyűségek. Minato szabadulása után édesanyjához költözött, azóta is munkanélküli.
Vatanabe Jaszusi háromtól négy évig tartó börtönbüntetését öttől hét évre növelték meg. Tizenhét éves volt a történtek idején. Szabadlábra helyezése után összeházasodott egy román nővel.
Ogura Dzsó tizenhét éves korában került kiskorúak börtönébe, ahol nyolc évet töltött bűnrészesség miatt. 1999 augusztusában szabadult. A büntetés letöltése után elhencegett a Furuta kínzásában való részvételével. 2004 júliusában megtámadta egyik ismerősét, név szerint Iszono Takatosit, akiről azt hitte, hogy a háta mögött viszonyt folytat a barátnőjével. Ogura megverte Iszonot, kocsija csomagtartójába dugta és Miszatóba vitte, ahol az édesanyja által tartott bárban órákon át verte. Gyilkossággal is fenyegette, majd hozzátette, hogy jártas már az emberölésben és nagyon jól tudja, hogyan kell eltüntetni a nyomokat. Ogura végül lebukott, hét év szabadságvesztés után kiengedték a börtönből. Édesanyja állítólag megrongálta Furuta sírját, kifogásul azt hozva fel, hogy a lány tönkretette a fia életét. Nyilvánosságra került az is, hogy Ogura lenyúlta a Furuta családnak szánt, édesapja által félretett pénzösszeget, és luxuscikkekre pazarolta el.
Sokak szerint az elkövetett bűncselekmények súlyossága ellenére túlságosan enyhe ítéletet kaptak a bűnösök. Ez annak köszönhető, hogy a kiskorúakat különleges rendelkezések védik. Ha csak egy pár évvel lettek volna idősebbek, Mijanót minden kétség nélkül halálbüntetésre, Ogurát, Minatót és Vatanabet pedig életfogytiglani börtönbüntetésre ítélték volna.
Az ítélethozatal alatt a bíró „kivételesen súlyos és embertelenül gonosz bántalmazásként” jellemezte az áldozat által megélteket, majd hozzátette, hogy „mindössze tizenhét éves korában olyan brutálisan gyilkolták meg, hogy a lelke most biztosan kínkeservesen vándorol”. Az egyik jelenlévő, hallva a történtek részleteit, a tárgyalóteremben elájult. Furuta édesanyja idegösszeomlás miatt pszichiátriai kezelésre szorult.

## Végső búcsú
Furuta Dzsunkót 1989. április 2-án temették el. Egyik barátnője így emlékezett meg róla:
 „Drága Dzsun, üdvözlünk újra. Soha nem gondoltam volna, hogy így kell viszontlátnunk. Olyan sokat kellett szenvedned...  Nagyon jól állt neked a happi, amit közösen készítettünk az iskolai ünnepségre. Sohasem fogunk elfelejteni. Úgy hallottam, hogy az iskolaigazgató érettségi bizonyítványt állított ki neked, így végül együtt tudtunk leérettségizni. Dzsun, most már vége a szenvedésednek, most már nem érzel fájdalmat. Nyugodj békében...” 
A főnök, ahol Furuta részmunkaidőben dolgozott, a lány szüleinek ajándékozta a lányuknak szánt egyenruhát, melyet állandósként viselt volna. A lányt az egyenruhájával a koporsóban együtt temették el. A helyen, ahol Furuta holttestét megtalálták, később parkot létesítettek.

## Szerepe a popkultúrában
- Az esetről legalább három japán nyelvű könyv jelent meg.[5]
- 1995-ben Macumura Kacuja megfilmesítette a történteket, japán címe: 女子高生コンクリート詰め殺人事件, angol címe Concrete-Encased High School Girl Murder Case. A fő tettes szerepét Kitagava Judzsin játszotta (később a Yuzu nevű zenei duó  tagja).[6][7]
- Fudzsi Szeidzsi regényt írt „Seventeen years old" (17 éves) címen, amelyből később Kamata Jódzsi manga adaptációt is készített. A valósággal ellentétben e művekben boldogan fejeződik a történet; a lány túléli a szenvedtetéseket, elrablóit pedig hosszú időre börtönbe csukják.
- Uziga Vaita is készített egy mangát (Sin Gendai Rjódiken) az esetről, erőszakosabb és nyersebb tartalommal.
- Daniella Rijadi, indonéz énekesnő zeneszámot írt „Junko Furuta" címen.[8]

## Fordítás
- Ez a szócikk részben vagy egészben  a   Murder of Junko Furuta című angol Wikipédia-szócikk ezen változatának fordításán alapul.  Az eredeti cikk szerkesztőit annak laptörténete sorolja fel. Ez a jelzés csupán a megfogalmazás eredetét és a szerzői jogokat jelzi, nem szolgál a cikkben szereplő információk forrásmegjelöléseként.